# KkStB Wasserwagen 0.1
| kkStB Wasserwagen 0.1 | kkStB Wasserwagen 0.1 | kkStB Wasserwagen 0.1 | kkStB Wasserwagen 0.1 |
| --------------------- | --------------------- | --------------------- | --------------------- |
| kein Bild vorhanden   |                       |                       |                       |
|                       | 0.100                 | 0.101–0.106           | 0.500                 |
| Hersteller:           | Speker in Wien        | Ringhoffer            | Ringhoffer            |
| Anzahl:               | 1                     | 6                     | 1                     |
| Nummerierung:         | StEG 20031            | ÖNWB IV 1–6           | R 503202              |
| Baujahr:              | 1846                  | 1858/1896             | 1889                  |
| Ausmusterung:         | k. A.                 | k. A.                 | k. A.                 |
| Bauart:               | zweiachsig            | zweiachsig            | zweiachsig            |
| Radstand:             | 1.970 mm              | 2.740 mm              | 4.000 mm              |
| Raddurchmesser:       | 965 mm                | 988 mm                | 995 mm                |
| Leermasse:            | 7,5 t                 | 7,4 t                 | 8,8 t                 |
| Dienstgewicht:        | 16,2 t                | 14,3 t                | 20,8 t                |
| Wasser:               | 8,7 m³                | 6,9 m³                | 14,3 m³               |

Die kkStB 0.1 war eine Wasserwagenreihe der k.k. Staatsbahnen Österreichs, deren Wasserwagen außer für die kkStB selbst ursprünglich auch für die Staats-Eisenbahn-Gesellschaft (StEG) und für die Österreichische Nordwestbahn (ÖNWB) beschafft wurden.
Die kkStB fasste im Zuge der Verstaatlichung diese Wasserwagen unterschiedlicher Dimensionen (vgl. Tabelle) als Reihe 0.1 zusammen.
Der 0.500 wurde von der Lokalbahn Zwittau–Polička–Skutsch beschafft, für die die kkStB den Betrieb führte.
Alle Wagen waren ungebremst.